# تپه C لله لو
تپه C لله لو مربوط به هزاره اول قبل از میلاد - دوره اشکانیان - دوره ساسانیان است و در شهرستان ورزقان، بخش مرکزی، دهستان ازومدل جنوبی، ۵۰۰ متری جنوب شرقی روستای لله لو واقع شده و این اثر در تاریخ ۲۷ بهمن ۱۳۸۷ با شمارهٔ ثبت ۲۴۷۰۶ به‌عنوان یکی از آثار ملی ایران به ثبت رسیده است.